# Perystaza

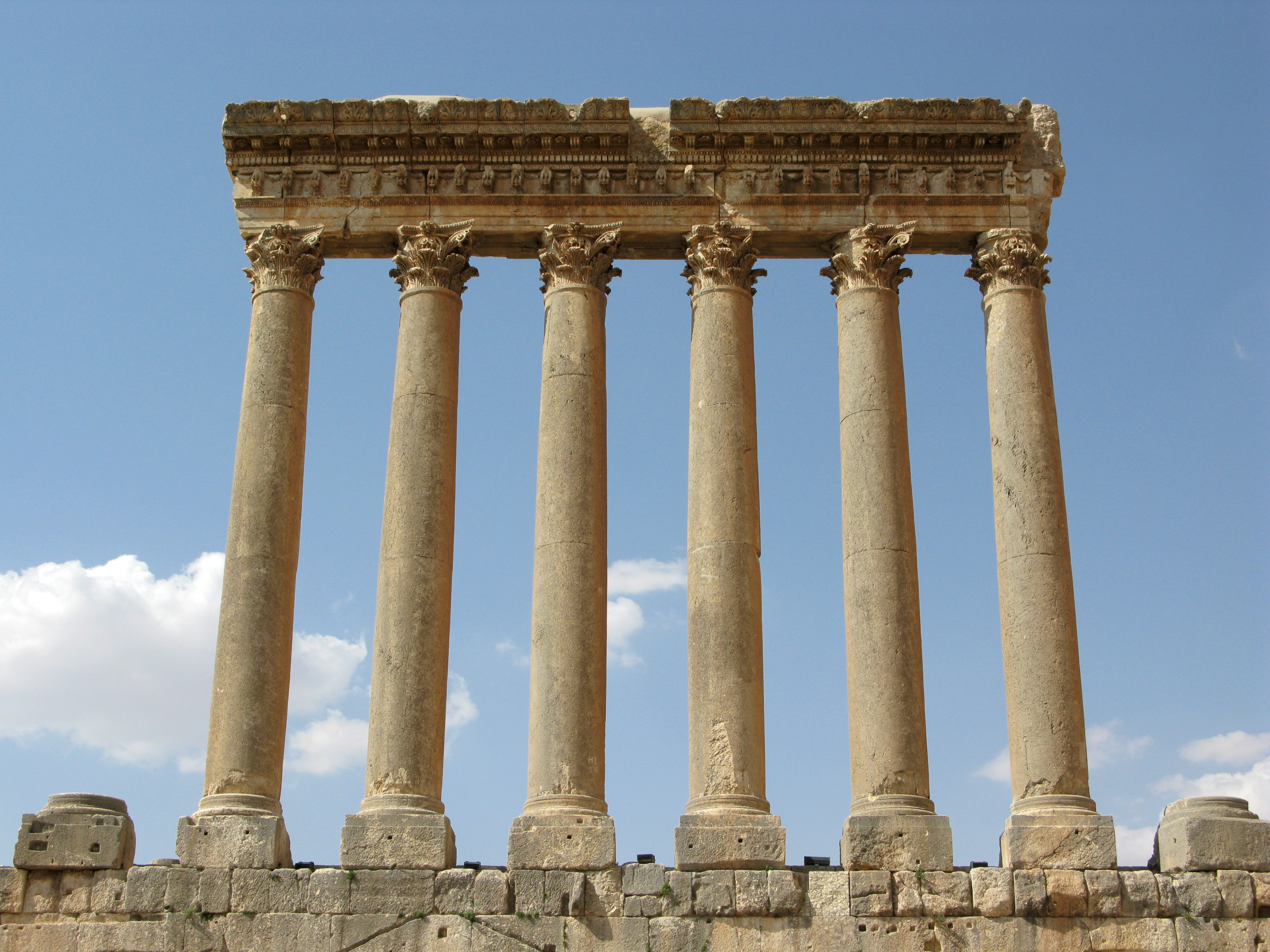
Pozostałości kolumnady Świątyni Jowisza w Baalbeku

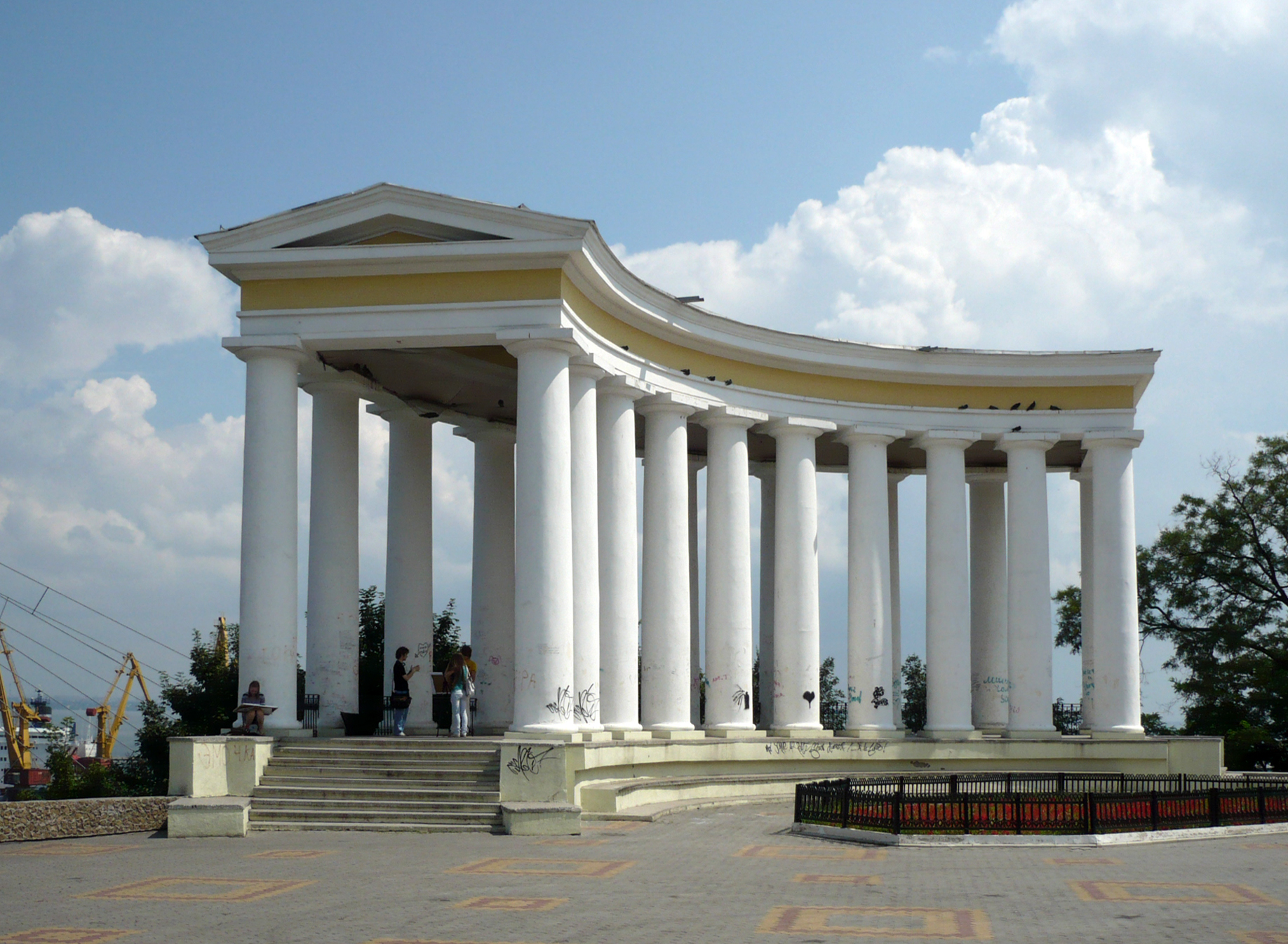
Kolumnada przy pałacu Woroncowa

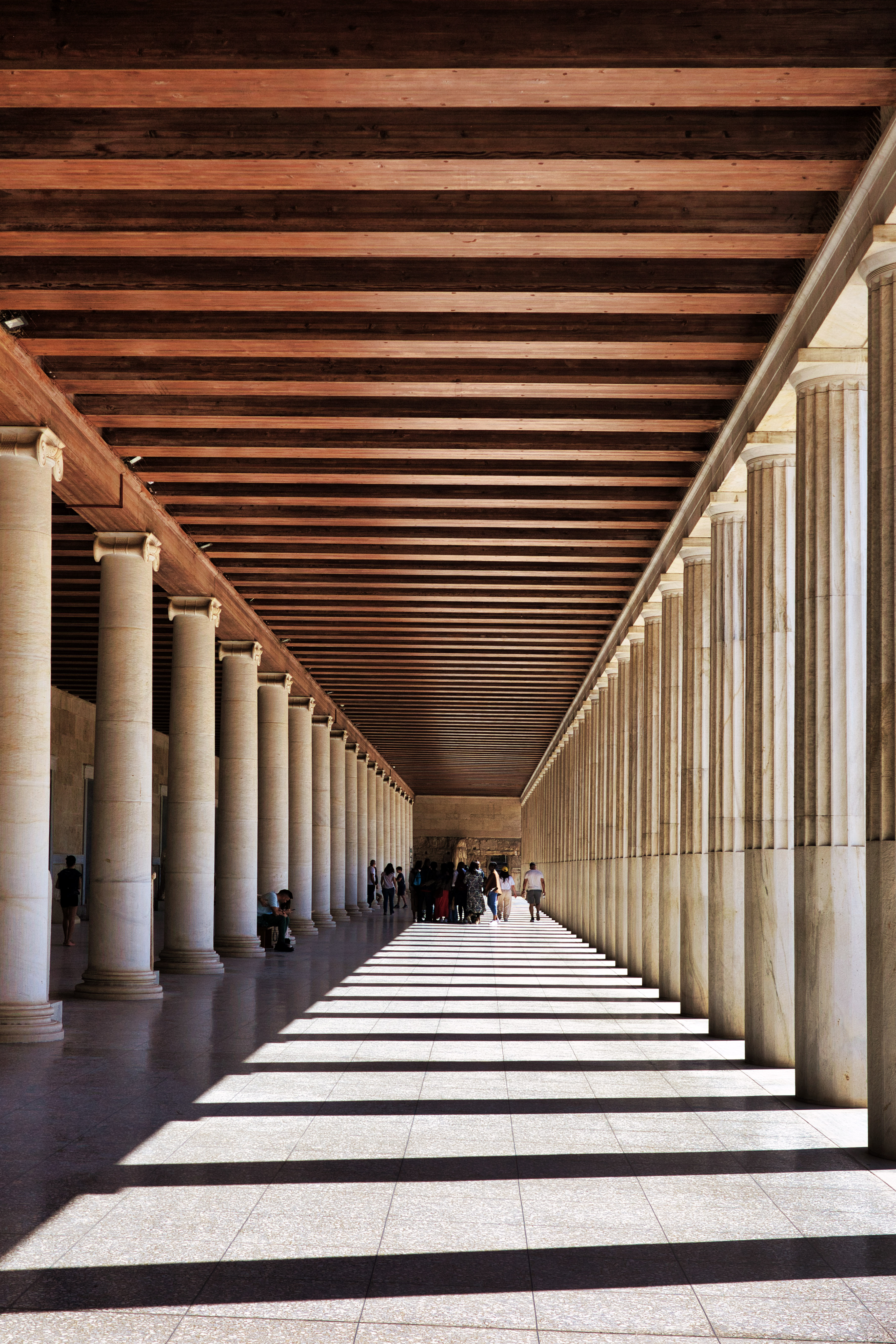
Kolumnada Stoi Attalosa

Perystaza (peristaza, kolumnada) – rząd (lub kilka rzędów) kolumn połączonych ze sobą belkowaniem lub łukami arkadowymi.
Kolumnada może pełnić funkcję konstrukcyjną lub dekoracyjną, najczęściej jednak stanowi wyodrębniony, mocno zaakcentowany element w obrębie budowli lub też budowlę wolno stojącą.
Perystaza początkowo miała chronić drewniane elementy budowli przed wpływem warunków atmosferycznych i otaczała budowle antyczne (najczęściej świątynie). Wolno stojące perystazy były np. elementem greckich stoa – budowli użytkowych. 
Jako element dekoracyjny kolumnady występowały najczęściej w okresie baroku i klasycyzmu, zdobiąc place i ogrody, choć można je również spotkać w okresie eklektyzmu i historyzmie.